# 201-я стрелковая дивизия (1-го формирования)
201-я Латвийская стрелковая дивизия — общевойсковое тактическое соединение РККА в Великой Отечественной войне. Первое национальное формирование в годы войны. При создании на 70 % была укомплектована добровольцами, из них граждане Латвийской ССР составляли примерно 90 %.
Полное наименование — 201-я Латвийская стрелковая дивизия. В первые месяцы формирования иногда именовалась Латышской. Сокращенное наименование — 201-я сд. В составе Действующей армии с 5 декабря 1941 года по 16 января 1942 года и со 2 февраля по 15 сентября 1942 года.
За проявленные мужество и стойкость, за героизм личного состава в боях под Москвой и у Старой Руссы 5 октября 1942 года дивизии было присвоено гвардейское звание и она была преобразована в 43-ю гвардейскую Латышскую стрелковую дивизию.

## Предпосылки
В июне 1940 года было реализовано присоединение Прибалтики к СССР. В Латвию части Красной армии вошли 17 июня 1940 года, после чего в было создано новое правительство во главе с Августом Кирхенштейном, которое организовало выборы в Народный Сейм. 21 июля сейм провозгласил создание Латвийской ССР и принял Декларации о вхождении в СССР. 17 августа 1940 года латвийская армия была сокращена и переформирована в 24-й Латвийский территориальный стрелковый корпус (181-я и 183-я стрелковые дивизии, 613-й корпусной артиллерийский полк, 20-й отдельный кавалерийский полк, 24-й авиаотряд (10 самолётов-разведчиков Stampe SV-5) — 14 500 человек) под командованием генерала Роберта Клявиньша. К корпусу также относилось Рижское пехотное училище (на 1941 года. — 400 курсантов).
В начале 1941 года в корпусе были созданы партийные и комсомольские организации (384 человек). Латышей среди них мало. Коммунистов в корпусе — около 300 человек и почти все они — командиры и политработники, направленные из других частей РККА.
22 июня германские ВВС нанесли бомбовые удары по территории Латвийской ССР. В Москве был арестован командующий 24-м Латвийским территориальным стрелковым корпусом генерал-лейтенант Роберт Клявиньш (расстрелян 16 октября 1941 года). 23 июня ЦК КП(б) Латвийской ССР и правительство республики выступили с обращением к населению, в котором призвали собрать все силы на отпор германским войскам. Ими была восстановлена распущенная в мае 1941 года латвийская Рабочая гвардия, но теперь под названием «истребительных батальонов». Также началась массовая эвакуация материальных ценностей и лояльного Советской власти населения. Всего в советский тыл в первые дни войны было эвакуировано 53 000 жителей Латвии. Уже в августе 1941 года многие из них стали основным контингентом для мобилизации в новые латвийские формирования в составе РККА.

## Формирование

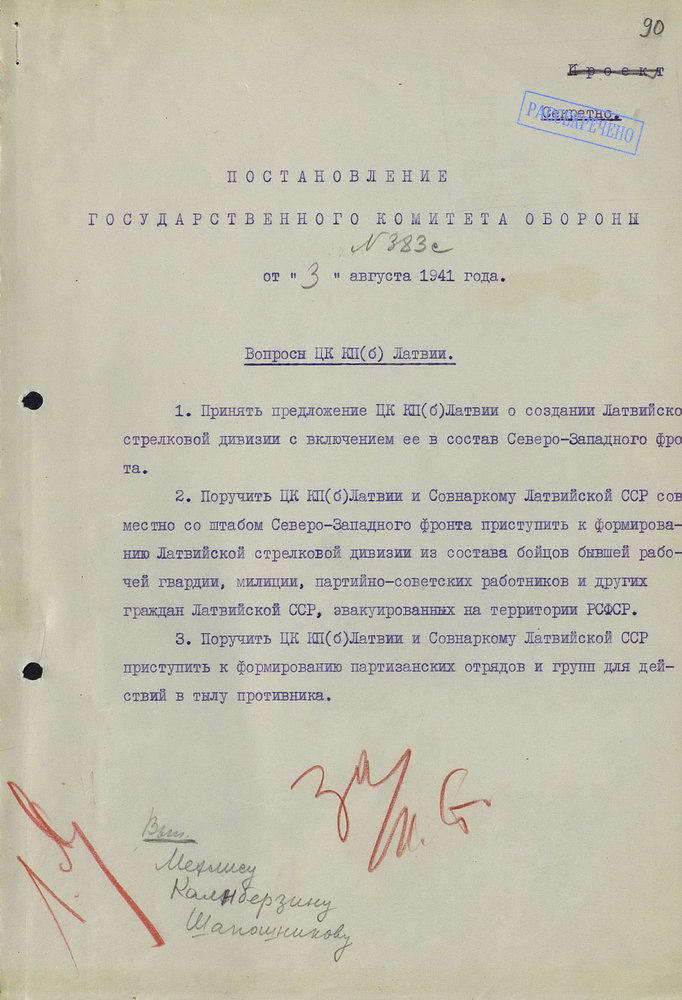
Постановление Государственного комитета обороны о создании Латвийской стрелковой дивизии, 3 августа 1941 года

3 августа 1941 года Государственный комитет обороны по предложению ЦК КП(б) Латвии принял решение о создании в Красной армии Латвийской стрелковой дивизии «…из состава бойцов бывшей рабочей гвардии, милиции, партийно-советских работников и других граждан Латвийской ССР, эвакуированных на территорию РСФСР». 10 августа заместитель народного комиссара обороны СССР С. К. Тимошенко подписал приказ о формировании Латышской стрелковой дивизии. Заниматься этим должно было командование Московского военного округа. Дивизия формировалась в Гороховецких лагерях в Горьковской области. Командиром дивизии 13 августа был назначен полковник Я. Я. Вейкин, начальником штаба бывший преподаватель академии Генерального штаба полковник Г. Г. Паэгле.
Первые группы добровольцев стали прибывать уже в начале августа (основная масса — с 15 по 20 августа). Добровольцы прибывали группами по 100—200 человек из Горьковской, Кировской и Ивановской областей, где была размещена большая часть эвакуированных граждан из Латвии (таких было около 55 тысяч человек). Большое количество добровольцев прибывало в одиночку, так как мобилизация эвакуированных граждан Латвии началась только в сентябре. В итоге дивизия на 70 % была укомплектована добровольцами.
Из Стерлитамака прибыли в звании лейтенантов выпускники Рижского пехотного училища. В июле 1941 года училище было эвакуировано из Риги в Стерлитамак, из около 400 курсантов набранных в сентябре 1940 года туда прибыло чуть меньше ста.
Официальные документы свидетельствуют о том, что к началу декабря 1941 года в составе дивизии было 10 348 человек Примерно 90 % из них были гражданами Латвийской ССР: латышей — 51 %, русских — 26 %, евреев 17 %, поляков 3 %, других национальностей — 6 %. Дивизия стала первой советской дивизией, сформированной по национальному признаку. Изначально дивизию называли как Латвийской, так и Латышской. Неопределённость была устранена только в октябре 1941 года, когда распоряжением Московского военного округа было приказано именовать дивизию Латвийской.
В дивизии было сравнительно много евреев, в некоторых подразделениях даже занятия проводились на идиш. Первый командир дивизии называет цифру в 30 % от общего числа бойцов. Председатель Верховного Совета Латвийской ССР профессор А. М. Кирхенштейн с недоумением спрашивал при первом посещении дивизии 12 сентября 1941 года в Гороховецких лагерях, ещё до начала призыва латышей, проживавших в СССР до войны: «Разве евреи теперь за латышей считаются?» Впрочем, эта информация не подтверждается фактами. Согласно выписке из личного дела офицера запаса М. Дейча, в 43-й Латышской дивизии (в которую была преобразована 201-я) на 1 января 1943 года латышей и латгальцев насчитывалось 2147 (44 %), русских — (39 %), евреев — 535 (11 %), украинцев и белорусов — 267 (6 %).
За время войны запасной полк, находившийся в Гороховце, направил в соединение 33 тысячи человек взамен выбывших, причём многие из новобранцев были латышами из тыловых районов СССР, благодаря чему процентное соотношение граждан Латвийской ССР в дивизии постепенно упало до 60 %.
12 сентября 1941 года полки 201-й Латвийской стрелковой дивизии и другие приданные части приняли присягу и получили боевые знамёна.
3 декабря 1941 года дивизия получила приказ об убытии железной дорогой на фронт и 6 декабря части дивизии разгрузились под Москвой на станции Мытищи.

## На фронте
Декабрь 1941 — январь 1942
После прибытия под Москву дивизия была включена в состав 1-й ударной армии и уже 8 декабря начала сосредотачиваться на Клинском направлении в районе канала Волга — Москва. 13 декабря, непосредственно с марша к боевым позициям, дивизию неожиданно развернули, направили обратно и срочно перебросили в состав 33-й армии генерала М. Г. Ефремова.
13-19 декабря дивизия совершила марш в район станции Апрелевка, затем переместилась в район посёлка Атепцево юго-западнее города Наро-Фоминска и сосредоточилась в районе деревень Горчухино и Афанасовка, сменив там 110-ю стрелковую дивизию 33-я армии.
19 декабря дивизия заняла боевые позиции на фронте. К тому времени прорыв обороны советских войск на реке Нара, произошедший в начале декабря, был остановлен в ходе Наро-Фоминской оборонительной операции. По всему фронту 33-й армии дивизии генерала Ефремова пытались прорвать оборону противника и перейти в наступление. Наиболее ожесточённые бои развернулись 18 декабря, когда в наступление перешли и основные силы левофланговой 43-й и правофланговой 5-й армий. Тем не менее, фронтальные атаки успеха не имели и в штабе 33-й армии стали искать слабые места в обороне противника, чтобы пробить брешь и затем развить наступление поступающими резервами.
Таким поступившем резервом и была в частности 201-я стрелковая дивизия. 20 декабря началось её участие в контрнаступлении во время Московской битвы. С 20 декабря и до 27 декабря 1941 года дивизия вела тяжёлое наступление юго-западнее Наро-Фоминска.
Первой боевой задачей дивизии стал штурм деревень Елагино и Котово. 20—21 декабря в условиях суровой зимы 92-й и 191-й стрелковые полки форсировали реку Нару, вышли к Елагино и захватили деревню. Затем дивизия укрепилась у разъезда 75-й километр железной дороги Киевского направления. При минном обстреле командного пункта дивизии 21 декабря был тяжело ранен командир дивизии полковник Я. Я. Вейкин. Командование дивизией принял начальник штаба полковник Г. Г. Паэгле. 22 декабря был упорнейший бой у разъезда «75 километр», разъезд не раз переходил из рук в руки. В тот день осколком в голову был убит военный комиссар дивизии полковой комиссар Э. А. Бирзитис. Шестидневные бои дивизии за село Елагино и разъезд 75-й километр Киевской железной дороги способствовали взятию Наро-Фоминска. В этих тяжелейших боях части дивизии потеряли до 55 % личного состава. В память об этих боях разъезд 75-й километр был переименован в железнодорожную станцию Латышская.
С 28 декабря 1941 года по 14 января 1942 года дивизия действовала на боровском направлении и после тяжелых боев 3 января 1942 года освободила рабочий поселок Ермолино. 201-я стрелковая дивизия принимала активное участие в освобождении Боровска и 4 января 1942 года заняла его северо-западную часть, а также пригородные сёла Роща и Рябушки. Кроме этого, дивизия освободила деревни и села северной, северо-восточной и восточной частей Боровского района: Добрино, Ворсино, Климкино, Курьяново, Куприно, Атрепьево, Митяево, Инютино, Редькино, Федотово, Лучны, Рязанцево, Башкардово.
11 января 1941 года дивизия получила приказ командующего Западным фронтом выйти из состава 33-й армии и совершить марш в район Бекасово — Рассудово в распоряжение Ставки ВГК. Однако ещё до 14 января 1942 года отдельные подразделения дивизии вели бои в Боровском районе с противником, оказавшимся в тылу наших войск. Потери дивизии за весь период подмосковных боёв составили 55 % личного состава, в том числе рядовых — 58 %, младшего начальствующего состава — 30 %. Некоторые полки лишились более половины своего состава, так в 191-м стрелковом полку потери составили 70 % личного состава.
16 января 1942 года дивизия была зачислена в Резерв Верховного Главнокомандования и отведена в тыл для отдыха и пополнения — в район станции Апрелевка. В расположение дивизии прибыло 4538 новичков.
|                                                                  |                             |                             |                                                                              |
| Братская могила в Боровске близ Пафнутьево-Боровского монастыря. | Табличка на братской могиле | Табличка на братской могиле | Документ с полным наименованием 201-й стрелковой дивизии (1-го формирования) |

Февраль — сентябрь 1942
2 февраля 1942 года дивизия в составе 1-й ударной армии Северо-Западного фронта вновь направлена на фронт — в район озера Ильмень у Старой Руссы. Бои в районе Старой Руссы дивизия вела по 15 сентября 1942 года. В ходе наступления удалось пробиться к южной окраине Старой Руссы.
3 марта 1942 года получил тяжелое ранение командир дивизии Генриха Паэгле. Командиром стал Алексей Фролов.
В середине июня 1942 года дивизия заняла позицию на восточном берегу реки Ловать. Прибыло пополнение — 1-й и 2-й полки рабочей гвардии Ленинграда и 6298 человек из рядов 1-го Латышского резервного полка.
29 июня 1942 года дивизия была передислоцирована по железной дороге в район станции Крестцы посёлка Крестцы, где была включена в состав 11-й армии. Перед армией была поставлена боевая задача ликвидировать рамушевский коридор (от названия деревни Рамушево) и снова блокировать немецкую группировку в Демянском котле.
В жестоких боях близ деревень Голубово и Туганово (ныне не существуют) обе стороны несли большие потери. Бойцам дивизии удалось продвинуться вперед и занять высоту «Огурец».
22 июля 201-й стрелковой дивизии была передана полоса обороны от 133-й Особой стрелковой бригады 11-й армии.
В июле-августе 1942 года вела бои за рамушевский коридор, понесла большие потери, после чего вновь отведена на отдых и пополнение. За десять месяцев непрерывных сражений было потеряно более половины личного состава — 10 тысяч бойцов погибли в боях или умерли от ран.
5 октября 1942 года приказом народного комиссара обороны СССР № 300 201-я стрелковая Латышская дивизия была удостоена звания гвардейской и преобразована в 43-ю гвардейскую стрелковую дивизию вновь с присвоением названия «Латышская».

## Посещения дивизии
12 сентября 1941 года дивизию посетил председатель Президиума Верховного Совета Латвийской ССР А. М. Кирхинштейн.
20 сентября 1941 года дивизию посетили председатель Президиума Верховного Совета Латвийской ССР товарищ Кирхинштейн, председатель СНК Латвийской ССР В. Т. Лацис и секретарь ЦК КП(б) Латвии Я. Э. Калнберзинь.

## Воспоминания бойцов
Председатель совета ветеранов Латышской дивизии Альберт Паже:

В Латышскую дивизию шли не по призыву — по зову сердца. И ребята 15 лет, и мужчины за 40 — участники Первой мировой. Разные по возрасту, по жизненному опыту, все одинаково рвались в бой, чтобы освободить родную землю от гитлеровцев. И никто не сомневался в победе. В одном телешоу меня спрашивали, почему я выбрал русскую армию, а не немецкую. Все-таки немцы — это культурный народ с большой историей, и форма у них красивая. Я ответил, что они на телешоу не знают истории латышского народа. Он 700 лет был порабощён немцами, и вся его литература, все народные песни наполнены рассказами об ущемлении в правах и унижении. […] Чтоб после всего этого латыши снова хотели попасть под власть немцев — это немыслимо.

Комиссар курсов по подготовке младших лейтенантов Латышского запасного полка, подполковник в отставке Э.Фельдман:

Мы рассматривали занятия на курсах как высокую честь и доверие, ибо ни один другой запасной полк Советских Вооружённых сил подобными курсами на обладал… 43-й Латышской гвардейской стрелковой дивизии, а позднее 130-му Латышскому стрелковому корпусу они дали около тысячи средних командиров.
Учёба проходила в условиях, приближенных к фронтовым. Курсанты занимались без выходных дней, по 12 и более часов в сутки, готовя себя к суровым испытаниям, к умению возглавлять солдат и увлечь их за собой.
Командир запасного полка, подполковник, а позднее полковник Г.Шпонберг, начальник курсов, выпускник Рязанского пехотного училища К. Пуринь, командиры взводов И .Петров, А. Ронис не жалели сил и труда для того, чтобы вооружить своих воспитанников знаниями, столь необходимыми в схватках со врагом.
Очень многим курсы обязаны Ж. Фолманису (писателю Жану Гриве), в составе интернациональной бригады боровшемуся за республиканскую Испанию, обогатившему свой ратный опыт в первые дни Великой Отечественной войны…
В Гороховецких лагерях, навсегда ставших нам родными, там, где ковались офицерские кадры для латышского национального воинского формирования, всё делалось для продолжения славных революционных традиций рыцарей Октябрьской революции — латышских красных стрелков. В грозную военную пору наши воспитанники продемонстрировали незыблемую верность этим традициям.

## Подчинение
- Московский военный округ — на 01.10.1941 года.
- Западный фронт, 33-я армия — с 03.12.1941 года
- Северо-Западный фронт, 1-я ударная армия — с 02.02.1942 года
- Северо-Западный фронт, фронтовое подчинение — на 01.07.1942 года
- Ставки ВГК, 3-я резервная армия — на 01.10.1942 года

## Состав
- 92-й стрелковый полк под командованием Льва Павловича Кириллова[22]
- 122-й стрелковый полк
- 191-й стрелковый полк под командованием Роберта Фрицевича Варкална[22]
- 220-й артиллерийский полк под командованием подполковника Петериса Кушнера (Пётр Семёнович Кушнер)
- 193-й отдельный истребительно-противотанковый дивизион
- 230-я отдельная зенитная батарея (10-й отдельный зенитный артиллерийский дивизион)
- 33-й миномётный дивизион (до 15.9.1942)
- 112-я разведывательная рота
- 53-й отдельный сапёрный батальон
- 170-й отдельный батальон связи
- 49-й медико-санитарный батальон
- 10-я отдельная рота химический защиты
- 20-й автотранспортный батальон
- 14-я полевая хлебопекарня
- 813-й дивизионный ветеринарный лазарет
- 1476-я полевая почтовая станция
- 911-я полевая касса Госбанка

## Командиры
- Бохон, Антон Алексеевич (август 1941), полковник
- Вейкин, Ян Янович (13.08.1941 — 21.12.1941), полковник
- Паэгле, Генрих Генрихович (21.12.1941 — 03.03.1942), полковник
- Фролов, Алексей Степанович (04.03.1942 — 06.05.1942), полковник
- Вейкин, Ян Янович (07.05.1942 — 05.10.1942), полковник, с 04.08.1942 генерал-майор

Начальники штаба
- Паэгле, Генрих Генрихович (13.08.1941 — 21.12.1941), полковник
- Кинцис, Ольгерт Альбертович, подполковник[22]

Комиссары
- Ян Янович Пиесис, в январе 1942 г. военный комиссар 92 стрелкового полка[22]
- Бирзит, Эдгар Адамович (до 22.12.1941), полковой комиссар
- Довбня Яков Илларионович (до 17.02.1942), военный комиссар 191-го стрелкового полка
- Пётр Давидович Зутис, в январе 1942 г. старший батальонный комиссар, военный комиссар 201-й стрелковой дивизии[22]

## Воины дивизии
- Вилхелмс, Янис Волдемарович, командир роты 92-го стрелкового полка, младший лейтенант, снайпер. Герой Советского Союза. Звание присвоено 21.07.1942 года. (с февраля по апрель 1942 года лично уничтожил 116 солдат и офицеров врага)
- Самсон, Вилис Петрович, организатор партизанского движения в Латвии. Герой Советского Союза. Звание присвоено 28 июня 1945 года.
- Алексеев, Николай Иванович, доброволец, будущий советский общественный, партийный и хозяйственный деятель, директор завода VEF.
- Янис Грантс,  писатель, Заслуженный работник культуры Латвийской ССР (1969).
- Карлис Краулиньш ,  писатель, Заслуженный работник культуры Латвийской ССР (1964).
- Круминьш, Вилис Карлович, будущий латвийский и советский партийный и государственный деятель. Второй секретарь ЦК Коммунистической партии Латвии (1963—1978). Первый секретарь ЦК ЛКСМ Латвии (1948—1951). Заместитель председателя Совета Министров Латвийской ССР (1956—1958). Министр просвещения Латвийской ССР (1960—1961).
- Леманис, Индрикис Кришьянович, политработник, будущий латышский советский писатель.
- Хайн Носон Яковлевич (01.01.1922-2016) — Майор в отставке; командовал ротой в боях под Москвой; за героизм проявленный в боях был награждён орденом Боевого Красного Знамени (в 201-я стрелковой дивизии всего двадцать командиров и красноармейцев получили орден БКЗ, за зимние бои сорок первого года). Проживал в Израиле начаная с 1979 г., активный участник Израильского ветеранского движения.
- Дейч, Меер Мордухович (Михаил Максимович), (10.10.1920) — комсомолец-подпольщик, доброволец, в послевоенные годы — руководитель предприятия «Ригас апави», затем создатель латвийской холдинговой компании RD. Вступив в бои как рядовой под Боровском, стал командиром отделения и затем был направлен на артиллерийские курсы подготовки младшего командного состава (после первого ранения 3 января 1942 года). Закончил войну в Курземском котле в чине капитана, командира миномётной роты.[23]
- Озола, Зента Юльевна (2.12.1923-9.12.1942) — санинструктор, кавалер ордена Красной Звезды[24]. Погибла в боях под Старой Руссой.
- Аболс, Оярс Густавович (25.07.1922 — 1.03.1983) — комсомолец-подпольщик в 1938—1940 годах, в мирной жизни — латвийский художник и искусствовед.
- Ватер, Юрий Лазаревич (1917—1943) — служил в дивизии военфельдшером, за вынос с поля боя 15 раненных бойцов награждён орденом Красной Звезды, в дальнейшем как знающий немецкий язык стал политработником, погиб оказавшись в окружении, посмертно был представлен к званию Героя Советского Союза.
- Дзерук, Бронислав Сильвестрович (1916—1977) — служил в дивизии командиром отделения стрелковой роты, сержант, участвовал в самодеятельности, а затем во фронтовом ансамбле дивизии. После войны — актёр Рижского театра русской драмы. Заслуженный артист Латвийской ССР (1958).

## Память
На разъезде на 75-м километре железной дороги Москва-Киев, недалеко от деревни Елагино, в 1958 году была поставлена остановочная платформа, получившая название «Латышская» в память о погибших здесь бойцах Латышской дивизии. Здесь также находятся братское кладбище и памятник.
В городе Боровске, освобождённом Латвийской дивизией от немецко-фашистских захватчиков в январе 1942 года, по инициативе Молодёжного независимого движения в 2017 году было запланировано создание сквера памяти командиров дивизии генерал-майора Яна Вейкина и полковника Генриха Паэгле.